# Supremme de Luxe
Supremme de Luxe, nombre artístico de Daniel Blesa (Fuenlabrada, 6 de enero de 1979), es una drag queen, cantante y actor español. Comenzando su trayectoria en 1997 fue alcanzando popularidad a medida que iba recorriendo España alternando sus actuaciones en locales con trabajos para televisión, cine, teatro, radio, eventos, etc. En 2021, adquiere una mayor presencia mediática como presentadora de  Drag Race España (2021-presente). Además cuenta con una destacada carrera musical. Su imagen cuidada, la voz en directo, una asombrosa capacidad para la improvisación y una increíble conexión con el público han permitido trabajar ininterrumpidamente a Supremme.

## Biografía
Blesa nació y creció en Fuenlabrada, Madrid. Comenzó a actuar a la edad de 13 años en el teatro. Años más tarde, empezó el grado en filología hispánica y literatura por la Universidad de Madrid, pero lo dejó para enfocarse en su carrera artística.

## Carrera

### 1997–2010: Inicios
Supremme de Luxe aparece por primera vez un 20 de diciembre de 1997. Fue la presentadora de la exitosa fiesta Que Trabaje Rita, que agitó y renovó la escena drag madrileña, en sus ediciones en Madrid, Barcelona, México y París. Esto le ha permitido compartir cartel con artistas como Dana Internacional, Camela, Azúcar Moreno, Alaska, Rossy de Palma, Kate Ryan, Sabrina Salerno, Ruth Lorenzo, Soraya… entre otros muchos más.
Desde el año 2000, Supremme ha sido presencia fija en los distintos escenarios que se organizan en Chueca para las celebraciones del ORGULLO LGTBQ+, pudiendo cantar en directo sus temas en el escenario de la calle Pelayo en el Europride 2007 y en el de Pedro Zerolo en el World Pride de 2017. La canción Miénteme se encuentra dentro del recopilatorio World Pride editado por Universal Music Spain. Además, su presencia es solicitada en numerosos Orgullos en España, como en Torremolinos, Las Águilas, La Coruña o Gáldar, entre otros.
Es una de las artistas más solicitadas para presentar eventos y fiestas. Ha trabajado en eventos y presentaciones para Sephora, Google, ING, Ballantine`s o Red Bull. Los cruceros Ambient Travel también han programado el show de Supremme en el transatlántico Adventures of the seas en 2010, 2011, 2012 y 2014 esta última a bordo del Liberty of the Seas.
Cabe destacar que ha actuado en casi todos los locales de espectáculo más importantes de la capital, pasando largas temporadas en muchos de ellos: Berlin Cabaret, Quién la invitó, Gula-Gula, Black &
White, Tántalo, Garbo Show Cabaret, Delirio, LL Show Bar, Griffin´s, The Angel… Por citar algunos de ellos.

### 2012–presente: Popularidad y estrellato

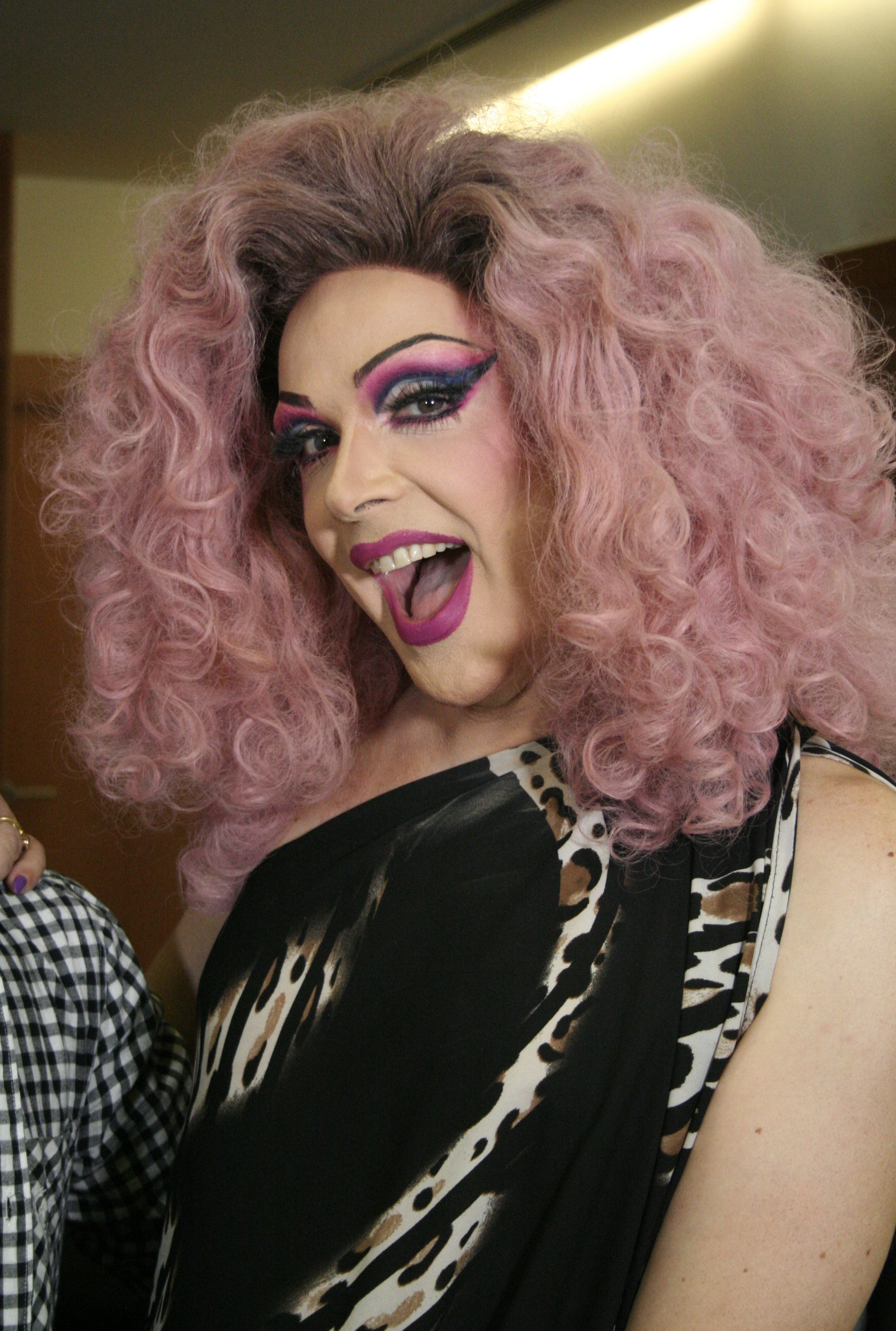
Supremme De Luxe en 2022

En 2012 publicó su primer álbum titulado Ahora yo. En febrero de 2014, presentó la III Gala Drag Queen de Alcorcón y además todas las fiestas aniversario de la web Bakala.org, todas las ediciones de los Bésametonto Awards y las elecciones de Mr. Bear Madrid y Mr. Bear España en 2007-2011.
Además lanzados algunos sencillos como «Basta ya» (2016), «Getting High» (2017), «Resurgir» (2019) o «Ener-G» (2020). Su canción «Miénteme» fue incluida en el repertorio oficial del World Pride 2017 que editó Universal Music. El 11 de junio de 2021, estrenó el sencillo «Llévame al cielo». El 3 de junio de 2022, estrenó «Inevitable».
De Luxe dio su salto al cine de la mano del director, Luis Navarrete, en el cortometraje, Queridísimo Papá (2018) y más tarde colaboró en su primer largometraje, The Phantom of the Sauna (2021). En televisión, apareció como invitada en 2016, junto a Venedita von Dash y Lara Sajen en un especial del programa de television, First Dates.
En 2021, fue anunciada De Luxe como jurado y presentadora de Drag Race España, junto a Ana Locking, Javier Ambrossi y Javier Calvo. La primera temporada fue un éxito en audiencia y critica, lo que permitió celebrar una gira por España con las concursantes de la temporada titulada: Gran Hotel de las Reinas (2021-2023). En 2024, también fue presentadora y jurado de la primera temporada de Drag Race España: All Stars.
En 2022, presentó el programa para Atresplayer Premium, Reinas al rescate. Fue coprotagonizado jutno a Estrella Xtravaganza, Pupi Poisson y Sharonne. En 2024, participó en la undécima temporada del programa de television de Antena 3,  Tu cara me suena, quedando cuarta finalista.

## Filmografía

### Cine
| Año  | Título                  | Papel   | Notas        | Ref.   |
| ---- | ----------------------- | ------- | ------------ | ------ |
| 2018 | Queridísimo Papá        | Oli     | cortometraje | [ 14 ] |
| 2021 | El fantasma de la sauna | Lujuria |              | [ 2 ]  |

### Televisión
| Año             | Título                         | Cadena              | Notas                     | Ref.   |
| --------------- | ------------------------------ | ------------------- | ------------------------- | ------ |
| 2016            | First Dates                    | Cuatro              | Invitada                  | [ 9 ]  |
| 2021 - presente | Drag Race España               | Atresplayer Premium | Presentadora y jurado     | [ 15 ] |
| 2022 - 2023     | Tu cara me suena               | Antena 3            | Invitada, 2 programas     | [ 16 ] |
| 2022 - 2024     | Pasapalabra                    | Antena 3            | 3 programas               | [ 17 ] |
| 2022            | La Roca                        | La Sexta            | Invitada, 1 programa      |        |
| 2022            | Reinas al rescate              | Atresplayer Premium | Presentadora              | [ 18 ] |
| 2022            | Drag Race Italia (temporada 2) | Discovery+          | Jueza invitada            | [ 19 ] |
| 2023            | Miss Vaca                      | TVG                 | Invitada                  | [ 20 ] |
| 2023            | Password                       | Antena 3            | Invitada                  |        |
| 2024            | Drag Race España: All Stars    | Atresplayer Premium | Presentadora y jurado     | [ 11 ] |
| 2024            | Zapeando                       | La Sexta            | Invitada                  |        |
| 2024            | Generación TOP                 | La Sexta            | Concursante               | [ 21 ] |
| 2024            | Tu cara me suena               | Antena 3            | Concursante 4.ª finalista | [ 13 ] |
| 2025            | Súper Sara                     | Max                 | Serie documental          |        |

## Teatro
| Año         | Título                             | Papel      | Notas                                                                        | Ref.   |
| ----------- | ---------------------------------- | ---------- | ---------------------------------------------------------------------------- | ------ |
| 2012        | Encerradas en un Pryconsa          | Ella misma | Teatro: DT Espacio Escénico                                                  | [ 9 ]  |
| 2012        | Ellas Cantan, ellas Cuentan        | Ella misma | Teatro: Artspacio Plotpoint                                                  | [ 9 ]  |
| 2012        | Transxformers                      | Ella misma | Teatro: Navalmoral de la Mata (y tour por Argentona y España)                | [ 9 ]  |
| 2013        | ¡Que Trabaje Rita!                 | Ella misma | Teatro: Bodevil (y tour por España)                                          | [ 9 ]  |
| 2013        | DK-Dence Cabaret                   | Ella misma | Teatro: Sala Tarambana                                                       | [ 9 ]  |
| 2013 - 2015 | Oh! Strass – El Musical de Revista | Ella misma | Teatros: Café Teatro Arenal de Madrid, Arlequín Gran Vía (y tour por España) | [ 9 ]  |
| 2014 - 2016 | Creep                              | Ella misma | Teatro: El Burdel a Escena                                                   | [ 9 ]  |
| 2018        | Revístase Caballero                | Ella misma | Teatro: Centro Cultural Mario Monreal de Sagunto                             | [ 9 ]  |
| 2019        | A-Cuplé-jada                       | Ella misma | Teatro: El Cinco de Velarde                                                  | [ 9 ]  |
| 2020        | Retromanía, el Espectáculo         | Ella misma | Teatro: DT Espacio Escénico                                                  | [ 22 ] |
| 2015 - 2021 | Intimísimo                         | Ella misma | Teatro: Sojo Laboratorio Teatral                                             | [ 9 ]  |
| 2021 - 2023 | Gran Hotel de las Reinas           | Ella misma | Gira de Drag Race España                                                     | [ 23 ] |
| 2022 - 2023 | La llamada                         | Dios       | Colaboración especial                                                        | [ 24 ] |

## Discografía

### Álbumes
- Ahora yo (2012)

### Sencillos
- «Miénteme» (2013)
- «Perdiste ya el control» (2014)
- «Basta ya» (2015)
- «Candy Shop» (2015)
- «Gettin' High» (2016)
- «Resurgiré» (2019)
- «Ener-G» (2020)
- «Llévame al cielo» (2021)
- «Inevitable» (2022)
- «Yo por él lo aprendí» (2023)
- «Fuego» (2024)